# 秋内常良
秋内 常良（あきない つねよし）は、日本の作家。主にビジネスコミックのシナリオを手掛ける。

## 経歴
東京都稲城市出身。慶應義塾大学卒業後、演劇活動のかたわら映像制作業を開始。企業PRやテレビ番組などの映像制作に携わる。その後、小説コンテストの新人賞入賞を機に執筆活動も開始。携帯小説や短編物語などを多数執筆。ビジネスコミックのシナリオは参入初年度（2017年）で10冊以上執筆するなど、現在も多数手がけている。（“マンガでわかる　考えすぎて動けない人のための「すぐやる！」技術”. 2020年7月5日閲覧。参照）

## 作品リスト

### ビジネスコミック
- 『マンガで学ぶパワーポイント』（『マンガで学ぶパワーポイント』マイナビ出版、2018年2月。ISBN 9784839964276。）
- 『マンガで学ぶエクセル』（『マンガで学ぶエクセル』マイナビ出版、2018年2月。ISBN 9784839964283。）
- 『まんがでわかる 年収200万円からの貯金生活宣言』（『まんがでわかる年収200万円からの貯金生活宣言』ディスカヴァー・トゥエンティワン、2018年。ISBN 9784799322529。）
- 『マンガでわかる デキる人は「数字」で伝える』（『マンガでわかるデキる人は「数字」で伝える』幻冬舎、2018年7月。ISBN 9784344033221。）
- 『マンガでわかる！ 5W1H思考』（『マンガでわかる!5W1H思考』すばる舎、2018年11月。ISBN 9784799107560。）
- 『マンガでわかる 考えすぎて動けない人のための「すぐやる！」技術』（『マンガでわかる考えすぎて動けない人のための「すぐやる!」技術』日本実業出版社、2019年1月。ISBN 9784534056580。）
- 『マンガで学ぶエクセル VBA・マクロ』（『マンガで学ぶエクセルVBA・マクロ』マイナビ出版、2019年1月。ISBN 9784839966799。）
- 『マンガで学ぶはじめてのエクセル』（『マンガで学ぶはじめてのエクセル』マイナビ出版、2019年2月。ISBN 9784839966805。）
- 『マンガで学ぶエクセル関数』（『マンガで学ぶエクセル関数』マイナビ出版、2019年。ISBN 9784839966782。）
- 『まんがでわかる 頭に来てもアホとは戦うな!』（『まんがでわかる頭に来てもアホとは戦うな!』朝日新聞出版、2019年3月。ISBN 9784022516008。）
- 『マンガでわかる 伝説の新人』（『マンガでわかる伝説の新人』集英社、2019年3月。ISBN 9784087861129。）
- 『マンガでわかる!人前で3分、あがらずに話せる本』（『マンガでわかる!人前で3分、あがらずに話せる本』すばる舎、2019年7月。ISBN 9784799108253。）
- 『まんがでわかるワルい心理学』（『まんがでわかるワルい心理学』日本文芸社、2020年1月。ISBN 9784537217636。）

### 記事物語
- TOKYO胃もたれストーリー - 大正漢方胃腸薬（大正製薬）